# Nawapur
Nawapur is een nagar panchayat (plaats) in het district Nandurbar van de Indiase staat Maharashtra. 

## Demografie
Volgens de Indiase volkstelling van 2001 wonen er 29.887 mensen in Nawapur, waarvan 51% mannelijk en 49% vrouwelijk is. De plaats heeft een alfabetiseringsgraad van 67%. 